# Herman Veldhuis
Hermanus (Herman) Veldhuis (Haarlem, 18 januari, 1878 - Delft, 18 oktober 1954) was een Nederlandse tekenaar, kunstschilder, glasschilder en glazenier.

## Leven en werk
Veldhuis werd in 1878 in Haarlem geboren als zoon van de werkman Johannes Jakobus Veldhuis en Jansje Bos. Hij was jarenlang de vaste tekenaar en hoofdontwerper van het atelier van de Delftse glazenier Jan Schouten. Ter gelegenheid van diens restauratie van de gebrandschilderde glazen in de Goudse Sint-Janskerk ontwierp Veldhuis in 1920 een van de twee gedenkramen voor deze kerk. Hoewel het raam in 1920 feestelijke werd onthuld kwam er zoveel kritiek, dat Veldhuis in 1925 ter vervanging een nieuw raam ontwierp, dat in 1926 werd geplaatst.
Veldhuis maakte voor meer kerken glas in loodramen, onder meer voor de Sint-Eusebiuskerk in Arnhem, de Sint-Jacobskerk in Den Haag, de Grote Kerk te Dordrecht en de Sint-Laurenskerk in Rotterdam. Ook voor andere gebouwen ontwierp hij glas in loodramen. In het stadhuis van Delft bevinden zich zes ramen, die door Veldhuis voor het voormalige weeshuis waren gemaakt. Samen met Schouten maakte hij de gebrandschilderde ramen voor De Inktpot, het huidige hoofdkantoor van ProRail. Veldhuis vervaardigde ook houtsnedes. Veldhuis telde onder zijn leerlingen Wim ten Bosch, Steef Geerling en Jan Mankes.
Veldhuis was getrouwd met Wilhelmina Geerling. Hij overleed in oktober 1954 op 76-jarige leeftijd in zijn woonplaats Delft.

## Galerij

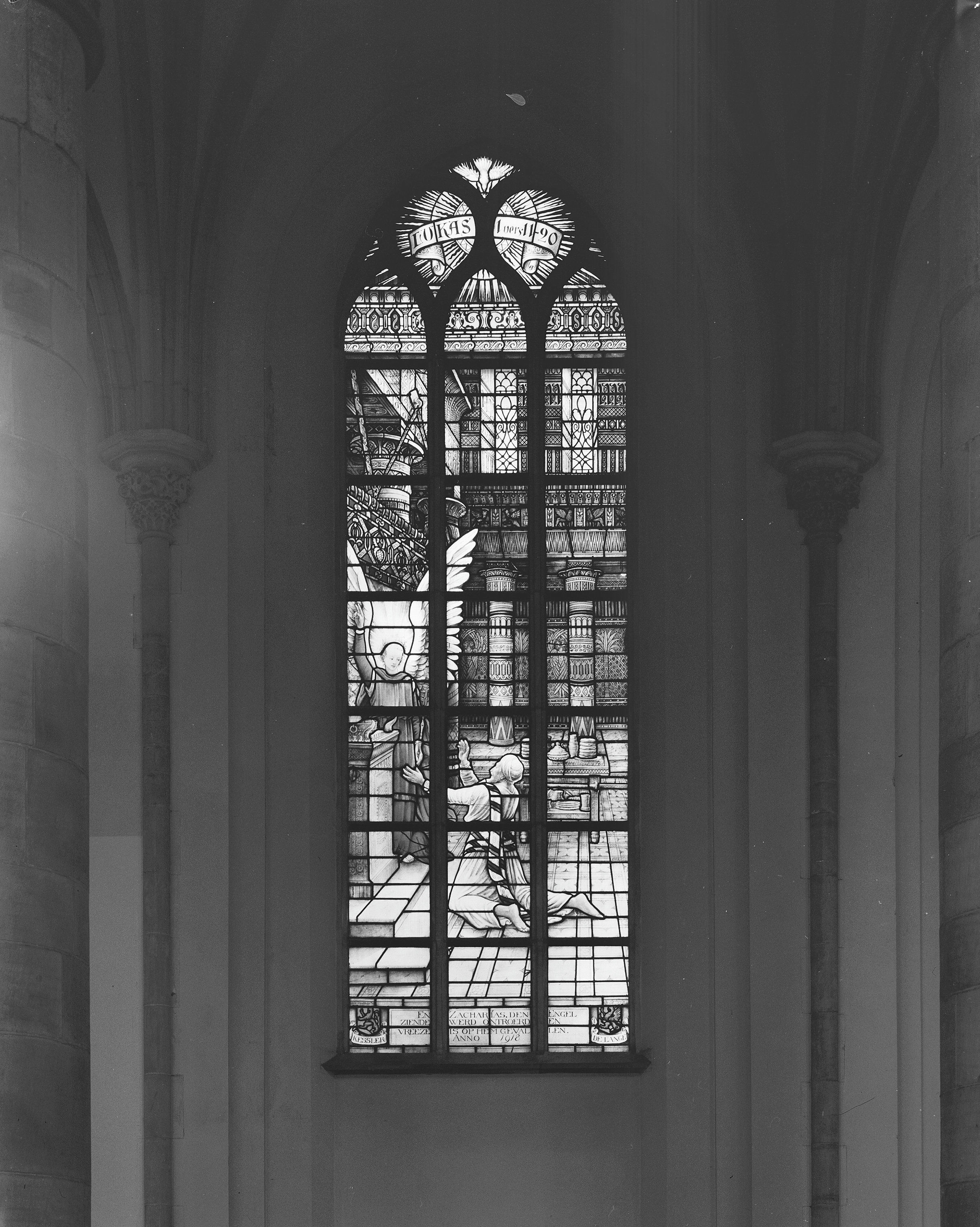
Sint Jacobskerk, Den Haag
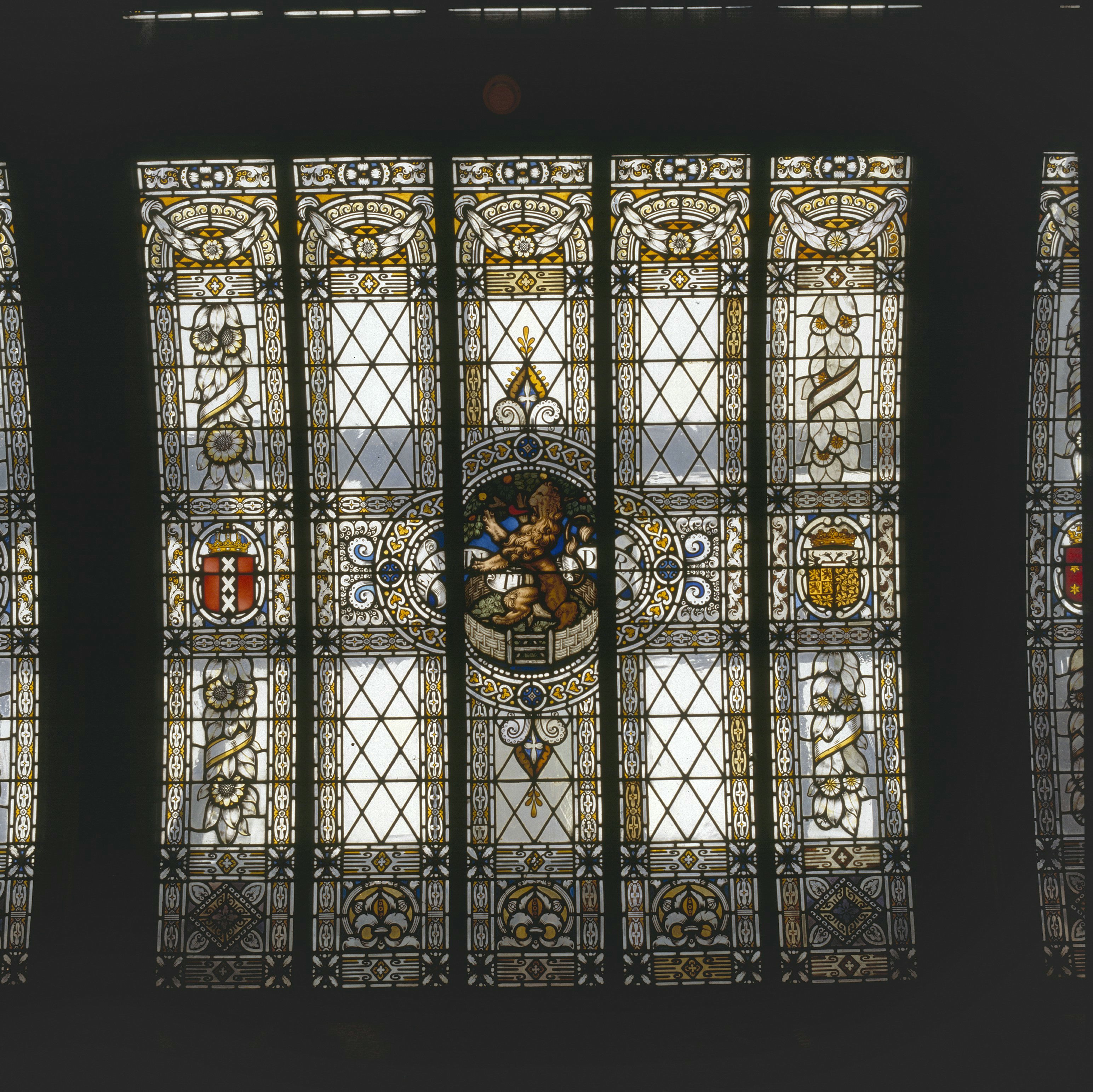
Eerste Kamer, Den Haag
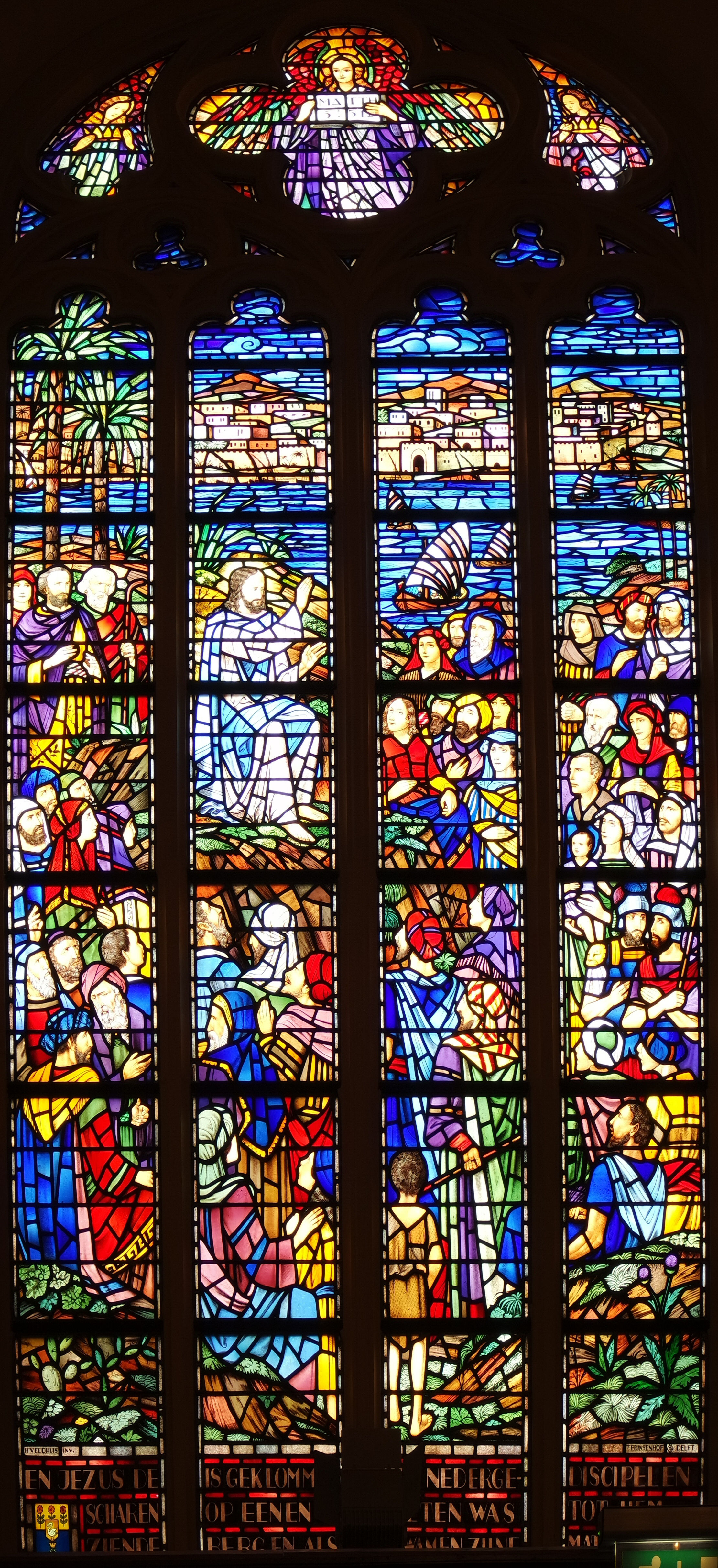
Grote Kerk, Enschede